# Rally El Corte Inglés de 1989
El Rally El Corte Inglés de 1989, oficialmente 13.º Rally El Corte Inglés, fue la decimotercera edición, la cuadragesimosegunda cita de la temporada 1989 del Campeonato de Europa de Rally y la décima de la temporada 1989 del Campeonato de España de Rally. Se celebró del 27 al 29 de octubre y contó con un itinerario de treinta y un tramos que sumaban un total de 377 km cronometrados.

## Itinerario
| Día   | Tramo | Nombre                             | Distancia | Hora  | Ganador          | Líder            |
| ----- | ----- | ---------------------------------- | --------- | ----- | ---------------- | ---------------- |
| Día 1 | TC1   | A1-Parador                         | 13.85 km  | 11:13 | Jesús Puras      | Jesús Puras      |
| Día 1 | TC2   | B1-Noroeste                        | 12.20 km  | 11:41 | Carlos Sainz     | Jesús Puras      |
| Día 1 | TC3   | C1-Fontanales                      | 15.14 km  | 12:09 | Carlos Sainz     | Fabrizio Tabaton |
| Día 1 | TC4   | A2-Parador                         | 13.85 km  | 13:47 | Fabrizio Tabaton | Fabrizio Tabaton |
| Día 1 | TC5   | B2-Noroeste                        | 12.20 km  | 14:15 | Carlos Sainz     | Carlos Sainz     |
| Día 1 | TC6   | C2-Fontanales                      | 15.14 km  | 14:43 | Carlos Sainz     | Bandera de ?     |
| Día 1 | TC7   | A3-Parador                         | 13.85 km  | 16:21 | José Mari Ponce  | Bandera de ?     |
| Día 1 | TC8   | B3-Noroeste                        | 12.20 km  | 16:49 | Carlos Sainz     | Bandera de ?     |
| Día 1 | TC9   | C3-Fontanales                      | 15.14 km  | 17:17 | Carlos Sainz     | Carlos Sainz     |
| Día 2 | TC10  | D1-Roque Nublo                     | 12.00 km  | 08:13 | Carlos Sainz     | Bandera de ?     |
| Día 2 | TC11  | E1-Tirajana                        | 9.86 km   | 09:16 | José Mari Ponce  | Bandera de ?     |
| Día 2 | TC12  | F1-Santa Lucía                     | 12.24 km  | 10:49 | Carlos Sainz     | Bandera de ?     |
| Día 2 | TC13  | G1-Escuela de Pilotos              | 2.38 km   | 12:43 | Carlos Sainz     | Bandera de ?     |
| Día 2 | TC14  | D2-Roque Nublo                     | 12.00 km  | 13:46 | Carlos Sainz     | Bandera de ?     |
| Día 2 | TC15  | E2-Tirajana                        | 9.86 km   | 14:49 | Carlos Sainz     | Bandera de ?     |
| Día 2 | TC16  | F2-Santa Lucía                     | 12.24 km  | 16:22 | Carlos Sainz     | Bandera de ?     |
| Día 2 | TC17  | G2-Escuela de Pilotos              | 2.38 km   | 18:16 | Carlos Sainz     | Bandera de ?     |
| Día 2 | TC18  | D3-Roque Nublo                     | 12.00 km  | 19:19 | Carlos Sainz     | Bandera de ?     |
| Día 2 | TC19  | E3-Tirajana                        | 9.86 km   | 20:22 | Carlos Sainz     | Bandera de ?     |
| Día 2 | TC20  | F3-Santa Lucía                     | 12.24 km  | 21:55 | José Mari Ponce  | Bandera de ?     |
| Día 3 | TC21  | H1-Telde                           | 25.51 km  | 11:00 | Carlos Sainz     | Bandera de ?     |
| Día 3 | TC22  | I1-Ayacata                         | 7.21 km   | 11:48 | Carlos Sainz     | Bandera de ?     |
| Día 3 | TC23  | J1-Era del Cardón                  | 14.79 km  | 12:26 | Carlos Sainz     | Bandera de ?     |
| Día 3 | TC24  | K1-Ciudad Deportiva Islas Canarias | 2.38 km   | 14:23 | Carlos Sainz     | Bandera de ?     |
| Día 3 | TC25  | H2-Telde                           | 25.51 km  | 14:56 | Carlos Sainz     | Bandera de ?     |
| Día 3 | TC26  | I2-Ayacata                         | 7.21 km   | 15:44 | Carlos Sainz     | Bandera de ?     |
| Día 3 | TC27  | J2-Era del Cardón                  | 14.79 km  | 16:22 | Carlos Sainz     | Bandera de ?     |
| Día 3 | TC28  | K2-Ciudad Deportiva Islas Canarias | 2.38 km   | 18:23 | Carlos Sainz     | Bandera de ?     |
| Día 3 | TC29  | H3-Telde                           | 25.51 km  | 18:56 | Carlos Sainz     | Bandera de ?     |
| Día 3 | TC30  | I3-Ayacata                         | 7.21 km   | 19:44 | José Mari Ponce  | Bandera de ?     |
| Día 3 | TC31  | J3-Era del Cardón                  | 14.79 km  | 20:22 | José Mari Ponce  | Carlos Sainz     |

## Clasificación final
| Pos.    | Piloto                 | Copiloto            | Automóvil                  | Tiempo       | Diferencia |
| General | General                | General             | General                    | General      | General    |
| ------- | ---------------------- | ------------------- | -------------------------- | ------------ | ---------- |
| 1.      | Carlos Sainz           | Luis Rodríguez Moya | Toyota Celica GT-4 (ST165) | 4:15:01      | 0.0        |
| 2.      | José Mari Ponce        | Gaspar León         | BMW M3 E30                 | 4:19:02      | +4:01      |
| 3.      | Maurizio Ferrecchi     | Donatella Ledda     | Lancia Delta Integrale     | 4:23:00      | +7:59      |
| 4.      | Piergiorgio Deila      | Nicola Gullino      | Lancia Delta Integrale     | 4:25:49      | +10:48     |
| 5.      | «Carlos»               | Heriberto Rodríguez | Mercedes-Benz 190E 2.3 16V | 4:31:57      | +16:56     |
| 6.      | Borja Moratal          | Alfredo Rodríguez   | Opel Kadett GSI            | 4:34:27 7:00 | +19:26     |
| 7.      | Antonio Ponce          | Manuel Morales      | BMW M3 E30                 | 4:36:21      | +21:20     |
| 8.      | José Luis Rivero       | Juan J. Cruz        | Mitsubishi Starion Turbo   | 4:37:42      | +22:41     |
| 9.      | Sergio Marrero         | Manuel Déniz        | Renault 5 GT Turbo         | 4:37:42      | +22:41     |
| 10.     | Álvaro Alonso-Lamberti | Juan Pallero        | Opel Kadett GSI            | 4:42:28      | +27:27     |
| España  |                        |                     |                            |              |            |
| 1.      | Carlos Sainz           | Luis Rodríguez Moya | Toyota Celica GT-4 (ST165) | 4:15:01      | 0.0        |
| 2.      | José Mari Ponce        | Gaspar León         | BMW M3 E30                 | 4:19:02      | +4:01      |
| 3.      | «Carlos»               | Heriberto Rodríguez | Mercedes-Benz 190E 2.3 16V | 4:31:57      | +16:56     |
| 4.      | Borja Moratal          | Alfredo Rodríguez   | Opel Kadett GSI            | 4:34:27 7:00 | +19:26     |
| 5.      | Antonio Ponce          | Manuel Morales      | BMW M3 E30                 | 4:36:21      | +21:20     |